# Vincenzo Minguzzi
Vincenzo Minguzzi (Russi, 21 ottobre 1955) è un dirigente sportivo ed ex calciatore italiano, è il direttore sportivo dell'Acireale.

## Carriera

### Giocatore
Ha esordito nel Russi, squadra della sua città natale, nel campionato di Serie D 1974-1975. In seguito milita nel Forlimpopoli, da cui lo preleva nel 1979 il Rimini: con i biancorossi romagnoli ottiene la promozione in Serie B nel campionato di Serie C1 1979-1980 come riserva del titolare Massimo Piloni. Non riconfermato tra i cadetti, passa al Modena con cui disputa un biennio da titolare in Serie C1, sfiorando la promozione nella seconda stagione. Nel 1982 viene acquistato dalla Sambenedettese, con cui esordisce in Serie B a Milano il 12 settembre 1982 nella partita Milan-Sambenedettese (2-2).
Dopo una sola annata nelle Marche si trasferisce al Cagliari, sempre nella serie cadetta: titolare nella stagione 1983-1984, perde il posto in quella successiva con l'ingaggio di Roberto Sorrentino. Nel 1985 lascia il capoluogo ma resta in Sardegna giocando per una stagione nella Torres, prima di ritornare in Serie B con il Pescara, nel campionato di 1986-1987. Impiegato come riserva di Giuseppe Gatta, partecipa con 4 presenze al primo posto finale e alla promozione degli abruzzesi in Serie A.
Ha disputato quattro stagioni in Serie B con Sambenedettese, Cagliari e Pescara per complessive 63 partite e 56 reti subite.

### Dirigente sportivo
Dopo aver lavorato al Teramo, al L'Aquila e all'Acireale, ha legato il suo nome principalmente al Grosseto, di cui è stato direttore sportivo in più occasioni dal 2003 al 2015 contribuendo alla prima promozione dei maremmani in Serie B. Negli intervalli della collaborazione con il Grosseto ha ricoperto lo stesso incarico per un breve periodo di nuovo al Teramo, nelle giovanili del Lecce e al Pisa. Fino a dicembre 2016 è stato il direttore sportivo della Viterbese con cui ha contribuito alla promozione dei laziali in Lega Pro. Il 1º luglio 2020 torna nello staff del Grosseto dopo 5 anni dall'ultima volta.
Dal 1º luglio 2022, sarà il nuovo direttore sportivo del Brindisi, società militante nel girone H di Serie D. Il 7 novembre 2024, viene ufficializzato dall'Acireale come nuovo direttore sportivo. 

## Palmarès

### Club

#### Competizioni nazionali
- Campionato italiano di Serie B: 1

Pescara: 1986-1987

#### Competizioni internazionali
- Coppa Anglo-Italiana: 2

Modena: 1981, 1982